# Председатель Союзного исполнительного веча Югославии
Председатель Союзного исполнительного веча — должность главы правительства Социалистической Федеративной Республики Югославии (СФРЮ) в 1963—1992 годах.

## История должности
Конституция Федеративной Народной Республики Югославия (ФНРЮ) 1946 года установила высшим исполнительным органом власти Правительство во главе с Председателем Правительства — эту должность занял Иосип Брозом Тито. Именно Правительству, согласно Конституции, принадлежала полнота власти в стране — обязанности главы государства выполнял коллективный орган, Президиум Народной скупщины ФНРЮ, чьи полномочия были сугубо номинальными. Вышеописанная система государственной власти действовала в Югославии в период с 1946 по 1953 год.
В 1953 году был принят Конституционный закон, внесший значительные изменения в Конституцию 1946 года. Главой государства стал Президент Югославии, который ex officio был председателем Союзного исполнительного веча (СИВ; такое название получило правительство). В состав СИВ входило от 30 до 45 членов, избираемых Союзной скупщиной (парламентом). Пятеро из них были союзными секретарями, возглавлявшими союзные секретариаты — такое название Конституционный закон 1953 года ввёл для министров и министерств, ещё двое — заместителями председателя СИВ
В 1963 году была принята новая Конституция Югославии, которая разделила посты президента и председателя СИВ. С этого времени председатель СИВ назначался Союзной скупщиной по представлению президента.

## Список Председателей Союзного исполнительного веча
Союз коммунистов Югославии
 Социалистическая партия Сербии
 Союз реформистских сил
 Беспартийный
| No. | Глава правительства        | Годы жизни | Республика           | Вступил в должность  | Покинул должность    | Партия                                      | Примечания |
| --- | -------------------------- | ---------- | -------------------- | -------------------- | -------------------- | ------------------------------------------- | --- |
| 1   | Петар Стамболич            | 1912–2007  | Сербия               | 29 июня 1963 года    | 16 мая 1967 года     | Союз коммунистов Югославии                  | |
| 2   | Мика Шпиляк                | 1916–2007  | Хорватия             | 17 мая 1967 года     | 18 мая 1969 года     | Союз коммунистов Югославии                  | |
| 3   | Митя Рибичич               | 1919–2013  | Словения             | 18 мая 1969 года     | 30 июля 1971 года    | Союз коммунистов Югославии                  | |
| 4   | Джемал Биедич              | 1917–1977  | Босния и Герцеговина | 30 июля 1971 года    | 18 января 1977 года  | Союз коммунистов Югославии                  | Погиб в авиакатастрофе 18 января 1977 года. |
| 5   | Веселин Джуранович         | 1925–1997  | Черногория           | 18 января 1977 года  | 16 мая 1982 года     | Союз коммунистов Югославии                  | |
| 6   | Милка Планинц              | 1924–2010  | Хорватия             | 16 мая 1982 года     | 15 мая 1986 года     | Союз коммунистов Югославии                  | |
| 7   | Бранко Микулич             | 1928–1995  | Босния и Герцеговина | 15 мая 1986 года     | 16 марта 1989 года   | Союз коммунистов Югославии                  | Подал в отставку 30 декабря 1988 года. |
| 8   | Анте Маркович              | 1924–2011  | Хорватия             | 16 марта 1989 года   | 20 декабря 1991 года | Союз коммунистов Югославии (до января 1990) | Последний председатель Союзного исполнительного веча. После роспуска Союза коммунистов Югославии в январе 1990 года создал новую партию — Союз реформистских сил |
|     | Анте Маркович              | 1924–2011  | Хорватия             | 16 марта 1989 года   | 20 декабря 1991 года | Союз реформистских сил (с января 1990)      | Последний председатель Союзного исполнительного веча. После роспуска Союза коммунистов Югославии в январе 1990 года создал новую партию — Союз реформистских сил |
| N/A | Александар Митрович (и.о.) | 1933–2012  | Сербия               | 20 декабря 1991 года | 14 июля 1992 года    | Социалистическая партия Сербии              | И.о. председателя Союзного исполнительного веча |